# Torre de Sant Martí
La Torre de Sant Martí és una casa de Sant Fruitós de Bages declarada Bé Cultural d'Interès Nacional.

## Descripció
Ubicada en un petit pujol al Nord-Oest del terme, era una torre del telègraf òptic de tipus rectangular, de planta baixa atalussada, amb pis i cresta.

## Història
La torre va caure en desús després de la tercera guerra carlina, i tret d'alguna ocupació puntual, va romandre dempeus parcialment enderrocada fins a la segona meitat del segle xx. La construcció a mitjans de la dècada de 1970 d'un vèrtex geodèsic al bell mig de les construccions afectà enormement la torre.
La historiografia parlava de la possible existència d'una torre d'origen medieval al capdamunt del turó de Sanmartí, sobre la qual s'hauria fonamentat la torre del telègraf òptic del segle xix. Les excavacions arqueològiques portades a terme entre els anys 2005-2006 només van poder documentar les restes de la construcció del segle xix, descartant l'existència d'una ocupació més antiga on actualment es basteix la torre. Tot i això no es descarta la presencia de restes medievals a altres indrets del turó.